# Euplexia ascripta
Euplexia ascripta là một loài bướm đêm trong họ Noctuidae.